# Teologia federale

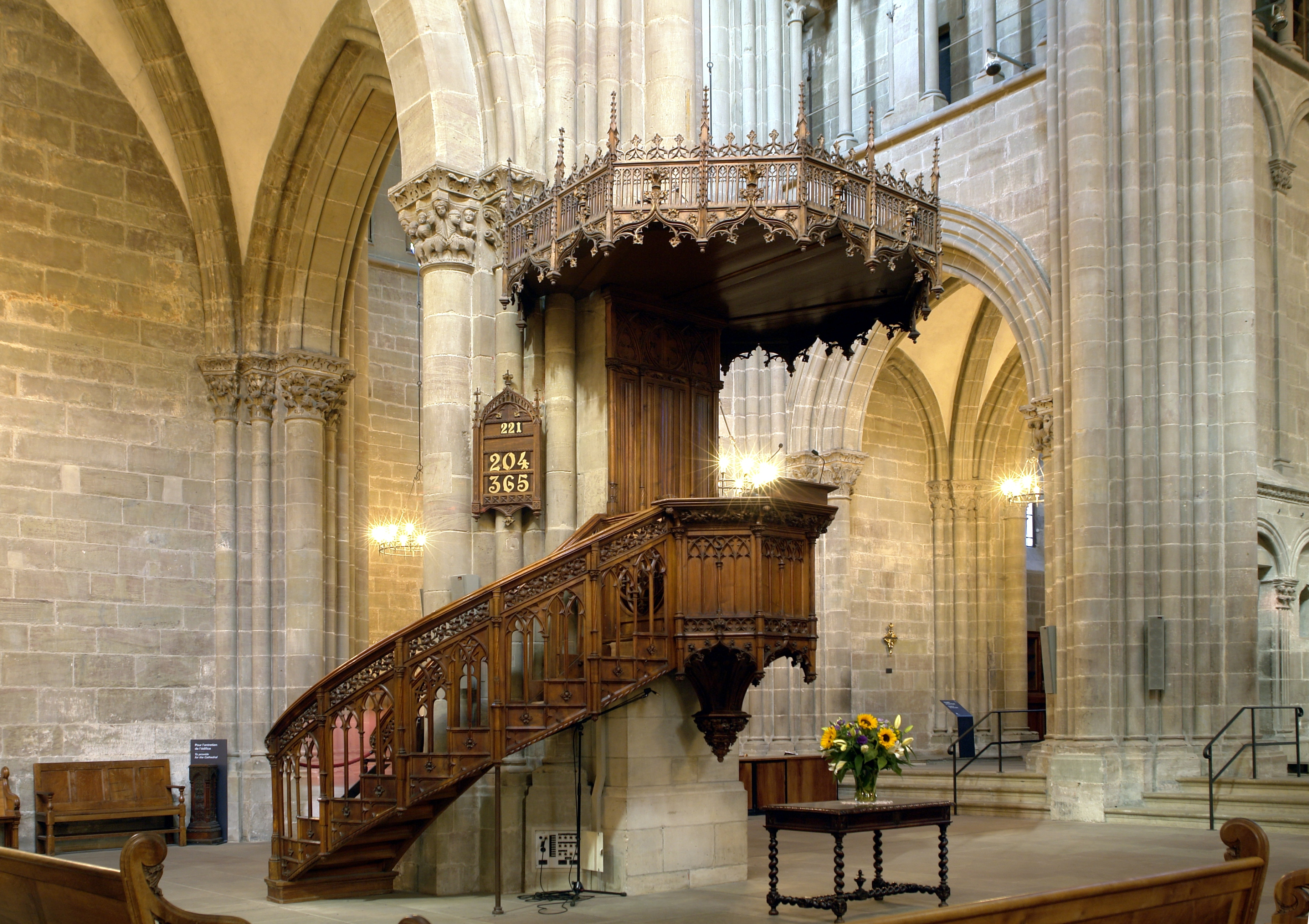
Il pulpito della cattedrale di Ginevra, da cui Giovanni Calvino predicava ai fedeli.

La teologia federale (dal latino foedus, 'patto') o teologia dell'alleanza,  è  un quadro concettuale d'insieme per l'interpretazione del messaggio biblico. La teologia federale si avvale del concetto teologico di "patto" o "alleanza" come principio organizzatore dell'intera teologia cristiana.
La teologia federale è una caratteristica prominente del calvinismo classico, specialmente di quelle chiese che sostengono una concezione riformata della teologia come le chiese riformate, presbiteriane e congregazionaliste mainstream, ma anche, in forma diversa, alcune chiese metodiste ed alcune chiese battiste. La teologia federale non sorge, però,  ex novo nel XVI o nel XVII secolo, ma virtualmente tutti i suoi elementi, quelli che formano la teologia federale riformata, sono già presenti in forma frammentaria in epoche precedenti.

## Dottrina
La teologia federale guarda alla storia dei rapporti di Dio con l'umanità (Creazione - Caduta - Redenzione - Compimento) nel quadro di tre patti teologici complessivi:
- Il patto della redenzione (in latino Pactum Salutis)
- Il patto d'opere (in latino: Foedus Operum)
- Il patto della grazia (in latino: Foedus Gratiae).

Questi tre patti sono chiamati "patti teologici" perché non sono esplicitamente presentati come tali nella Bibbia, ma perché si ritiene che siano teologicamente impliciti, e che descrivano e riassumano tutta la ricchezza dei dati ivi presentati. Nel sistema di pensiero tradizionale cristiano-riformato, la teologia federale non è trattata semplicemente come un locus della dottrina, e nemmeno come dogma centrale. Il patto, piuttosto, è considerato come una sorta di principio architettonico della Scrittura, la struttura secondo la quale il testo biblico viene organizzato.
Iddio stabilisce con l'umanità due patti ed uno dall'eternità nell'ambito dei rapporti fra le Persone della Santa Trinità, che stabilisce in che modo gli altri due si rapportino fra di loro.
Il patto della Redenzione è l'accordo eterno stabilito fra le Persone della Santissima Trinità per il quale Dio Padre incarica il Figlio, Gesù Cristo, mediante la potenza dello Spirito Santo, di redimere gli eletti dalla colpa del peccato e dalle sue conseguenze. Iddio incarica Cristo affinché viva una vita di perfetta ubbidienza alla Legge e muoia di una morte penale, sostitutiva e sacrificale, come rappresentante federale di tutti coloro che confidano in Lui. Alcuni teologi federali negano che vi sia stato un patto intra-trinitario di redenzione, sia l'idea del Figlio che opera per guadagnare a Dio un popolo, sia la natura federale di queste disposizioni. Coloro che sostengono l'esistenza di questo patto adducono, per sostenere il principio delle opere che conducono ad una remunerazione Filippesi 2:5-11 e Apocalisse 5:9,10, e che si tratti di un patto, il Salmo 110.
Il patto d'opere è stabilito nel Giardino dell'Eden fra Dio ed Adamo in quanto rappresentante federale dell'umanità (Romani 5:12-21). In esso viene promessa vita per l'ubbidienza, e morte per la disubbidienza. Adamo e tutta l'umanità in Adamo non vivono come Dio aveva inteso, e sono perciò sottoposti alla condanna. Adamo disubbidisce a Dio ed infrange il patto. Ecco così che subentra, fra Dio e l'umanità, il patto della grazia. Sebbene non sia espressamente chiamato patto nei primi capitoli della Genesi, per sostenere questa concezione sono stati addotti i testi biblici che  parlano del confronto fra la rappresentanza federale di Cristo e quella di Adamo, come pure Osea 6:7. Si è pure notato che Geremia 33:24-26 (cfr. 31:35,36) paragoni il patto stipulato con Davide al patto di Dio con la notte ed il giorno al momento della creazione. Questo fatto ha portato alcuni teologi a considerare tutta la creazione stessa di natura federale, il decreto, cioè, che stabilisce leggi naturali per il governo del cielo e della terra. Il patto d'opere  può essere inteso come la componente di legge morale del più vasto patto creazionale. È così che il Patto d'opere è stato pure chiamato:
- il Patto della Creazione per indicare come esso non sia stato aggiunto in seguito, ma che esso sia costitutivo per la stessa umanità;
- il patto della Natura, in riconoscimento della sua consonanza con la legge naturale posta nel cuore umano; e
- il patto della vita, in considerazione del premio promesso.

Il Patto della grazia promette eterna benedizione per tutti coloro che confidano nelle successive promesse di Dio, che accolgono, cioè, il Cristo come rappresentante federale sostitutivo che adempie il Patto d'opere in nostro favore, sia nei requisiti positivi di giustizia che nelle sue conseguenze penali negative (descritto comunemente come la Sua ubbidienza attiva e la Sua ubbidienza passiva. Questa è l'espressione storica dell'eterno Patto della redenzione. Genesi 3:15 ("Io porrò inimicizia fra te e la donna, e fra la tua progenie e la progenie di lei; questa progenie ti schiaccerà il capo e tu le ferirai il calcagno"), con la promessa che fa di una "progenie" della donna che schiaccerà il capo del serpente, viene di solito identificato con l'inaugurazione del Patto di grazia.
Il Patto di grazia diventa la base di ogni futuro patto che Dio fa con l'umanità, come quello stipulato con Noè (Genesi 6,9); con Abramo (Genesi 12, 15, 17), con Mosè (Esodo 19-24), con Davide (2 Samuele 7), e finalmente nel Nuovo Patto adempiuto e fondato in Cristo. Questi patti individuali sono chiamati "patti biblici" perché sono espressamente menzionati nella Bibbia.
Nella prospettiva federale al messaggio biblico, la sottomissione al governo di Dio e la vita vissuta in accordo con la Sua legge morale (riassunta nel Decalogo) è una risposta del credente alla grazia - giammai qualcosa che in sé possa meritare l'accoglienza da parte di Dio (legalismo). Anche quando Dio stabilisce il Decalogo, Egli introduce la Sua legge rammentando agli Israeliti che Lui è quello che li ha liberati, per grazia, dalla schiavitù in Egitto.
Come quadro interpretativo del messaggio biblico, al riguardo del rapporto intercorrente fra l'Antico patto con la nazione di Israele ed il Nuovo patto nel sangue di Cristo, la Teologia federale si pone in netto contrasto con il Dispensazionalismo. Quando quest'ultimo considera come la teologia federale guardi al moderno popolo di Israele, esso l'accusa di essere "supersessionista", cioè di sostenere una sorta di "teologia del rimpiazzo" a causa della percezione che esso insegni che Dio abbia abbandonato le promesse fatte agli Israeliti e li abbia sostituiti con i cristiani, che sarebbero ora sulla terra il nuovo Suo popolo eletto. Coloro che difendono la Teologia federale, però, negano che Dio abbia abbandonato le promesse fatte ad Israele, ma vedono l'adempimento delle promesse fatte ad Israele nella persona e nell'opera del Messia, Gesù di Nazareth, il quale stabilisce la Chiesa in continuità organica con Israele, non come un'entità separata che l'avrebbe sostituito.

## Patti biblici

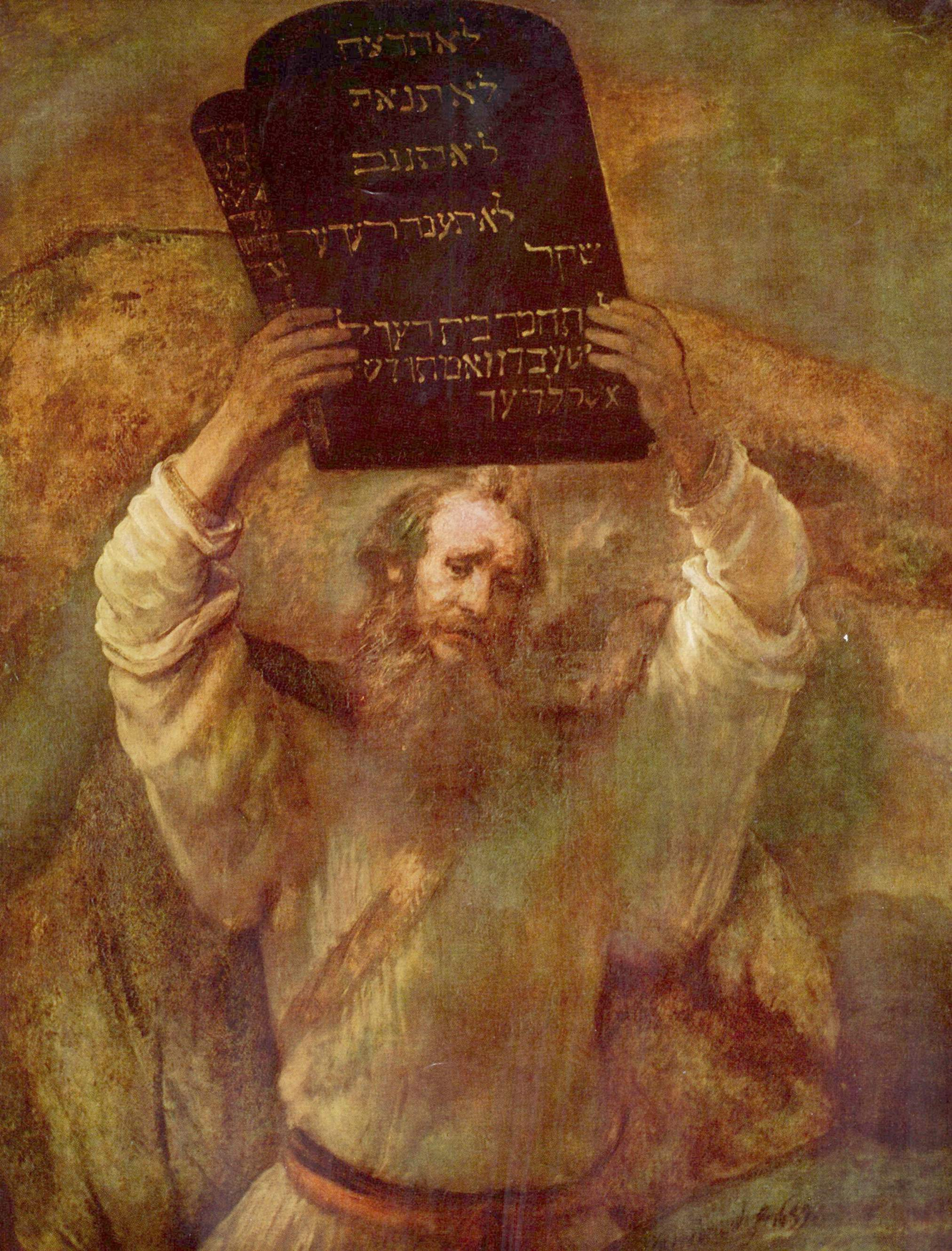
Mosè con le Tavole della legge, dipinto di Rembrandt, 1659, Gemäldegalerie, Berlino

La teologia federale vede dapprima un Patto d'Opere stabilito con Adamo nell'Eden. Quando Adamo non onora questo patto, Iddio stabilisce il Patto della grazia nella progenie promessa (Genesi 3:15) e manifesta la cura redentrice che ha per Adamo ed Eva quando copre la loro nudità con pelli d'animale - rappresentando forse così il primo sacrificio. I patti specifici stipulati dopo la caduta di Adamo, sono considerati come stabiliti nel complessivo Patto di grazia, ed includono:
- Il patto con Noè (Genesi 9)
- Il patto con Abramo (Genesi 15)
- Il patto con Mosè (Esodo 19-24)
- Il patto palestinese - un patto non condizionale fondato su quello di Abramo che promette alla sua discendenza l'eterna possedimento della terra palestinese (Deuteronomio 30:1-10)
- Il patto davidico (2 Samuele 7) che stabilisce Davide ed il suo casato come legittimi regnanti su Israele e Giuda ed estendendo il patto con Abramo al casato di Davide.
- Il nuovo patto, predetto chiaramente dal profeta Geremia (Geremia 31-34). Durante l'ultima cena, Gesù allude a questa profezia come pure a Isaia 49:8, dove Egli dice che la coppa della cena pasquale è "il nuovo patto nel [suo] sangue". Quest'utilizzo delle profezie dell'Antico Testamento è ulteriormente sviluppato nella lettera agli Ebrei (vedasi specialmente i capitoli 8-10). Il termine: "Nuovo Testamento", deriva dalla lingua latina ed è una traduzione di "Nuovo Patto". Usato per l'intera collezione dei libri omonimi nella Bibbia, può anche riferirsi al Nuovo Patto come concetto teologico.

## Sacramenti
Dato che la teologia federale è oggi usata prevalentemente nel protestantesimo e, in particolare, nella tradizione riformata, i suoi sostenitori considerano il Battesimo e la Cena del Signore come i soli due sacramenti, che vengono chiamati "ordinanze della Chiesa" da alcuni per evitare le connotazioni sacerdotali della parola "sacramento". I sacramenti sono segni e suggelli del Patto della grazia. Insieme alla Parola predicata, essi sono identificati come ordinari mezzi della grazia. Il beneficio che si trae dalla partecipazione a questi riti, non è "automatico" (ex opere operato) come se essi avessero un potere loro inerente, ma attraverso l'opera misteriosa e benevola dello Spirito Santo è ricevuto per fede in Dio.

### Battesimo
I teologi federali (pedobattisti, cioè che ammettono il battesimo dei neonati) vedono l'amministrazione dei patti biblici (incluso il Nuovo Patto) a caratteristica tipicamente familiare, che include, cioè la "successione generazionale". Negli Atti degli Apostoli (2:38,39), la promessa è detto estendersi pure ai figli dei credenti, com'era nell'Antico Patto. I patti biblici fra Dio e l'uomo includono segni e suggelli che rappresentano visibilmente le realtà che stanno dietro i patti. Questi segni e suggelli visibili del patto redentivo di Dio sono amministrati in maniera corporativa (ad esempio, anche ad interi nuclei familiari, cfr. Atti 16:14,15; 16:31-34), non in maniera esclusivamente individuale.
Il battesimo è considerato segno visibile dell'ingresso nel Nuovo Patto e quindi può essere amministrato individualmente ai nuovi credenti che fanno pubblica professione di fede. I pedobattisti credono, inoltre, che questo si estenda anche corporativamente alle famiglie dei credenti che si presume includano pure bambini, o individualmente a figli piccoli di genitori credenti. Secondo questa concezione il battesimo è considerato un sostituto funzionale del rito abramitico della circoncisione, e simboleggia l'interiore purificazione dal peccato, fra le altre cose. I teologi federali credo-battisti (come il battista John Gill) sostengono come il battesimo sia solo per coloro che comprendono e che professino la loro personale fede, e sostengono che il principio regolatore del culto, che molti pedobattisti pure sostengono, e che afferma che gli elementi del culto (incluso il battesimo) debba essere basato su un esplicito comando delle Scritture, è violato dal battesimo dei neonati. Inoltre, perché il Nuovo Patto è descritto da Geremia 31:31-34 come un tempo in cui tutti coloro che ne sono membri avranno la Legge di Dio scritta sui loro cuori e conosceranno Dio, i teologi federali battisti credono che solo coloro che siano nati di nuovo possano essere membri del Nuovo Patto.

### Santa Cena
La Cena del Signore o Eucaristia è stata istituita da Gesù in occasione della tradizionale cena pasquale israelita, alla quale Egli dà, così, un nuovo significato, una reinterpretazione radicale. La festa della Pasqua commemora la liberazione degli Israeliti dall'Egitto - quando, in particolare, Dio prescrive loro di segnare gli stipiti della loro casa con il sangue di un agnello, affinché l'angelo della morte che doveva colpire i primogeniti degli egiziani, passasse oltre le loro case. Gli scrittori del Nuovo Testamento comprendono questo avvenimento in modo tipologico: come il sangue dell'agnello salvava gli Israeliti dalla piaga, così la morte sostitutiva di Gesù salva il popolo del Nuovo Patto, cioè i cristiani, dall'essere giudicato a causa dei suoi peccati.
(Institutio christianae religionis, G. Calvino, IV, 17/a, 24.)

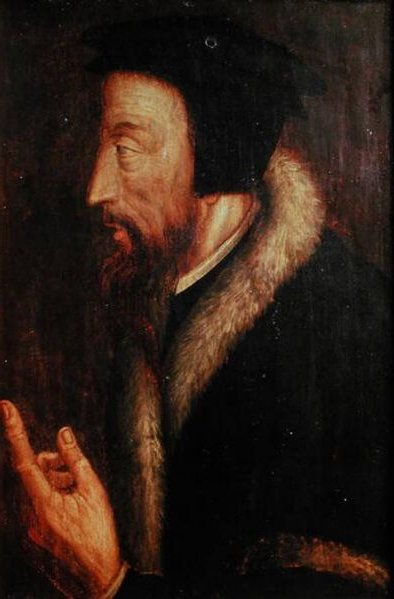
Calvino.

Calvino sostiene quindi una posizione di mediazione tra Lutero e Zwingli riguardanti l'Eucaristia. Egli riteneva che il corpo e sangue di Cristo sono spiritualmente e dinamicamente (piuttosto che fisicamente, come invece sosteneva Lutero) trasportati in coloro che possiedono la fede e che l'essenza del sacramento deriva dalla fede, cioè vengono spiritualmente nutriti e rinvigoriti solo coloro che partecipano alla Cena del Signore credendo firmamente in lui, celebrando la sua morte e resurrezione con l'Eucaristia e intendendo il pane e il vino non come sostanze corruttibli nel quale è nascosto o rinchiuso Dio ma piuttosto come segni della sua bontà e della sua volontà di rafforzare la debole fede dei credenti tramite i simboli che egli ha scelto per rappresentare il proprio sacrificio espiatorio. 
Infatti Calvino, rifacendosi agli scritti di Sant'Agostino, afferma che il pane e il vino vengono mangiati dal cuore (cioè l'anima) e non dallo stomaco. Ecco quindi che i credenti partecipano attivamente alla celebrazione eucaristica prendendo parte al corpo di Cristo, nutrendo spiritualmente il proprio spirito grazie alla bontà di Dio.
(Institutio christianae religionis, G. Calvino, IV, 17/a, 10.)
Durante la celebrazione i fedeli si siedono o s'inginocchiano davanti al tavolo eucaristico per prendere la comunione. Calvino desiderava che la Cena del Signore venisse celebrata ogni domenica, ma ciò non gli fu permesso dal Consiglio comunale. Venne quindi celebrata ogni trimestre, con un intenso periodo di auto-esame da parte del popolo in attesa. 

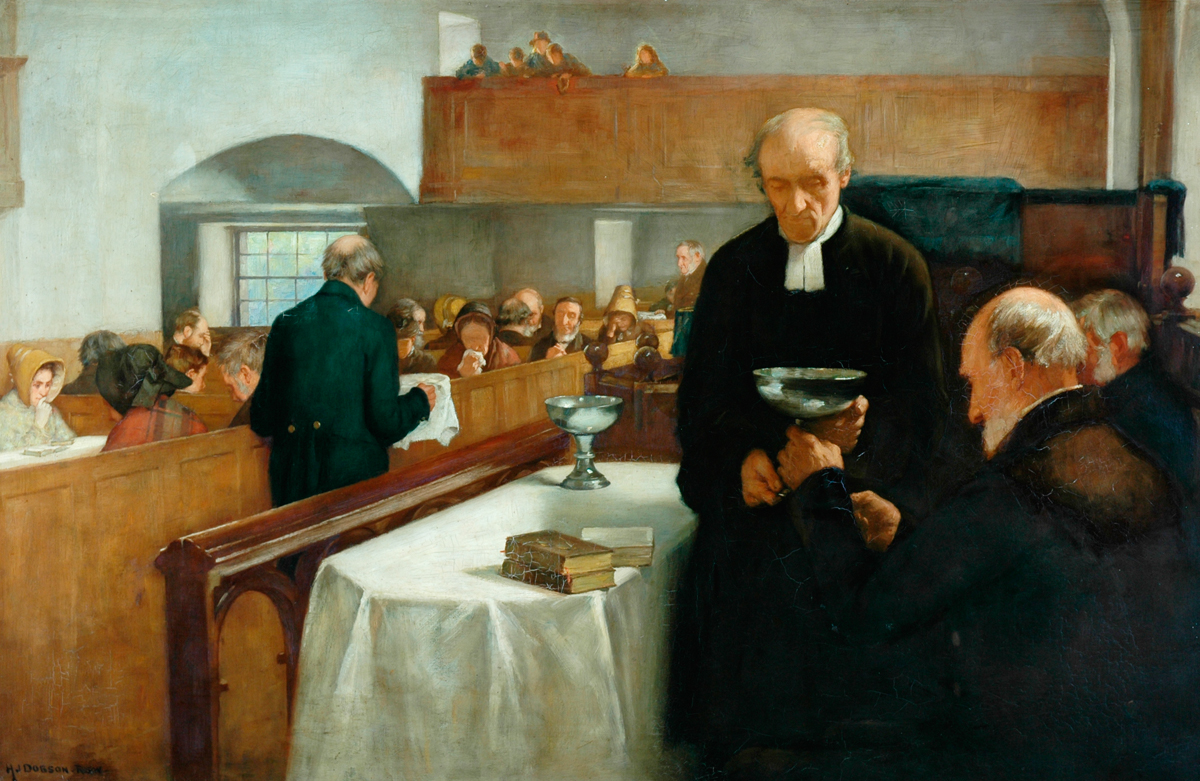
Un Sacramento Scozzese, dipinto di Henry John Dobson, 1858–1928

La determinazione della dignità di ricevere l'Eucaristia doveva essere basata sulla fiducia in Dio solo per il perdono del peccato, pentimento e riconciliazione con gli altri, e il concistoro doveva vigilare per impedire che ad essa partecipassero i trasgressori flagranti o impenitenti. L'esclusione dall'Eucaristia era normalmente destinata ad essere temporanea, fino a quando il colpevole si fosse pentito. Nelle chiese riformate di tutta l'Europa continentale nei secoli XVI e XVII è stata celebrata l'Eucaristia nei giorni di festa, e i parrocchiani erano tenuti a vestirsi in modo dignitoso. Veniva utilizzato del pane comune piuttosto che del pane azzimo consacrato.

## Storia della teologia federale
Le fondamenta concettuali della teologia federale sono riscontrabili nella Patristica, in particolare negli scritti di Ireneo ed Agostino. Il primo, però, ad organizzare l'economia della salvezza nei termini della teologia federale è Giovanni Calvino (Istituzione 2:9-11). Gli sviluppi di questa teologia dopo la Riforma includono Caspar Oleviano (1536-1587) in Tractatus de vocatione efficaci (1597) e De substantia foederis gratuiti inter Deum et electos (1585), come pure negli scritti del teologo scozzese Robert Rollock (1555-1599), A Treatise of our Effectual Calling.
L'affermazione più classica della Teologia federale è quella della Confessione di fede di Westminster (in particolare i capp. 7, 8, 19), come pure quella dei teologi inglesi John Owen (1616-1683), Biblical Theology, e An Exposition of the Epistle to the Hebrews. Espongono questa dottrina nel diciassettesimo secolo i teologi Johannes Cocceius (1603-1666)), in Summa doctrinae de foedere et testamento Dei (1648), Francesco Turrettini (1623-1687) nelle sue Istituzioni di Teologia elenctica, e Hermann Witsius (1636-1708) in L'economia dei patti fra Dio e l'uomo. La teologia federale può essere pure riscontrata negli scritti di Jonathan Edwards (1703-1758) in Collected Writings of Jonathan Edwards (Vol 2, Banner of Truth edition, p. 950).
Riprendono la Teologia federale in America i teologi di Princeton (Charles Hodge, A. A. Hodge, B. B. Warfield, Geerhardus Vos, and J. Gresham Machen) e, in Olanda Herman Bavinck, che segue le linee principali della concezione classica del patto, insegnando il Patto della Redenzione, il Patto delle opere (la Legge), e il Patto della grazia (l'Evangelo).
Vi sono stati sviluppo recenti nella Teologia federale fra una minoranza crescente di pastori e teologi riformati, come Michael Horton, Meredith G. Kline, J. I. Packer, Robert L. Reymond, O. Palmer Robertson and R. C. Sproul. Questo sistema è insegnato dalle facoltà di teologia delle scuole americane Covenant Theological Seminary, Greenville Presbyterian Theological Seminary, Knox Theological Seminary, Reformed Theological Seminary, e il Westminster Theological Seminary.

## Revisioni contemporanee e controversie
In contrasto con molti teologi del ventesimo secolo (per esempio, Karl Barth, Klaas Schilder, e John Murray), Kline torna a porre l'accento sull'idea del Patto d'Opere espresso dalla Confessione di fede di Westminster (7:2). Mentre molti teologi moderni insistono che il punto focale di tutti i patti sia sulla grazia e sulla fede, Kline, Horton e altri, sostengono la distinzione classica con due tipi di tradizioni federali: una basata sulla Legge (opere) e l'altra sulla promessa (grazia). Sebbene le opere, nella teologia riformata, siano considerate antitetiche alla grazia come strumento della giustificazione, d'altro canto le opere sono in senso ultimo la base della grazia, dato che Dio esige che, ai fini della salvezza, venga osservata perfettamente la Sua legge e che quindi la salvezza debba essere guadagnata. Dato, però, che per un peccatore, corrotto com'è dal peccato, è impossibile conseguirla da sé stesso, è Cristo, che perfettamente ha ubbidito alla legge, a guadagnare questa ricompensa ed a conferirla, misericordiosamente al Suo popolo. Il peccatore, così, è salvato dalle opere di Cristo, e non dalle proprie. L'accettabilità della creatura umana di fronte a Dio è frutto, così, solo di una giustizia ad essa estranea, che perciò è chiamata "giustizia imputata" o accreditata. La salvezza è dunque fondata sulle opere, quelle di Cristo.
Kline e Sproul espandono la concezione tradizionale dicendo che Gesù è stato glorificato della Sua morte e risurrezione a causa dei meriti da Lui conseguiti adempiendo il Patto d'opere come "secondo Adamo". Il suo merito, nella sua ubbidienza attiva e sofferenza, è così accreditato a coloro che Egli è venuto a salvare, affinché per sola fede il credente sia giustificato di fronte a Dio, avendo ricevuto la giustizia del Salvatore Gesù Cristo. In contrasto a questo, Norman Shepherd propone una riconfigurazione della Teologia federale. Egli sostiene che l'accoglienza e la glorificazione di Gesù è dovuta alla Sua fede e che la Sua ubbidienza non debba essere considerata meritoria. Allo stesso modo, il credente deve essere giustificato di fronte a Dio per fede e per la propria personale ubbidienza ("una fede vivente ed attiva"). La comprensione tradizionale della storia dei patti nella Bibbia viene così messa in questione.
Scrittori come Shepherd negano che Dio abbia mai stipulato un patto laddove sia stato richiesto all'umanità di guadagnarsi la salvezza con le loro opere. Essi sostengono che il Patto d'opere fra Adamo e Dio nell'Eden non sia componente originale della Teologia federale.  È vero che un Patto d'opere alla creazione non è menzionata nelle prime confessioni di fede riformata come quella Gallicana (1559), Scozzese (1560), Belga (1561), nei Trenta nove articoli (1562), nel Catechismo di Heidelberg (1563) e nella Confessione elvetica posteriore (1566). Si deve però notare come il concetto di un principio d'opere distinto dal Patto di grazia, sia evidente nei commentari e nelle opere dogmatiche dei primi teologi riformati, particolarmente evidente nella distinzione fra Legge ed Evangelo (per esempio in Zaccaria Ursino, commento al Catechismo di Heidelberg). Vi è, inoltre, un'esplicita articolazione del Patto d'opere negli scritti di Oleviano e Rollock. Inoltre, coloro che difendono la concezione tradizionale sostengono come il concetto di questo principio d'opere nella condizione precedente alla Caduta nell'Eden, come patto, è di fatto presente nelle prime confessioni di fede anche se il Patto d'opere non vi sia esplicitamente menzionato. (Si veda la Confessione belga, articolo 14, che parla di Adamo avendo ricevuto e trasgredito il "comandamento della vita" o il Catechismo di Heidelberg (D/R 6) quando afferma la bontà dell'uomo nella creazione. Più tardi, la Confessione di Fede di Westminster (1646) esplicitamente menziona il Patto d'opere che Adamo trasgredisce (7:2; 19:1) e che "continua ad essere regola perfetta di giustizia" nella forma di legge morale (19:2,3).

## Critiche
I critici della teologia federale affermano che un tale sistema abbia serie debolezze, incluso:
- Parla di due (o tre) patti non menzionati come tali nella Scrittura, cioè il patto d'opere, di grazia e di redenzione. Molti oppositori della teologia federale, però, come i Dispensazionalisti, hanno categorie loro proprie analoghe a queste che non sono menzionate nelle Scritture.
- La sua enfasi sull'unità organica di tutti i patti posteriori alla caduta (ad esempio quello con Abramo e con Mosè) sembrano relativizzare la distinzione fra di loro.
- Non fa una distinzione fra l'Evangelo della grazia e l'Evangelo del regno.
- Non distingue nettamente fra Israele e la Chiesa del Nuovo Testamento.
- Fa uso di interpretazioni simboliche, tipologiche ed escatologiche della Scrittura che non sembrano coerenti con un'ermeneutica letteralista. Molti teologi federali respingono questa critica perché credono che la letteratura apocalittica debba essere interpretata non letteralmente, ma nel modo che le è tipico (cioè in accordo con il suo genere), mentre i dispensazionalisti credono che la letteratura apocalittica debba essere interpretata letteralmente.
- Essa applica la legge morale dell'Antico Testamento al credente del Nuovo Testamento in modo percepito essere in contraddizione con gli insegnamenti dell'apostolo Paolo.

### Sostenitori
- (EN) Ball, John (1645). A Treatise of the Covenant of Grace. Facsimile reprint: Dingwall, Peter and Rachel Reynolds (2006), ISBN 1-84685-278-1
- (EN) Horton, Michael (2006). God of Promise:  Introducing Covenant Theology. Grand Rapids: Baker Books. ISBN 0-8010-1289-9
- Kline, Meredith (2000). Kingdom Prologue:  Genesis Foundations for a Covenantal Worldview. Overland Park: Two Age. ISBN 0-9706418-0-X
- (EN) Murray, John (1982). Covenant Theology. In Collected Writings of John Murray, vol. 4. Carlisle, PA: Banner of Truth Trust. ISBN 0-85151-340-9
- (EN) Reymond, Robert L. (1998). A New Systematic Theology of the Christian Faith. Nashville: Nelson. ISBN 0-8499-1317-9
- (EN) Robertson, O. Palmer (1981). Christ of the Covenants. Phillipsburg: Presbyterian & Reformed. ISBN 0-87552-418-4
- (EN) Van Til, Cornelius (1955). Covenant Theology. In L. A. Loetscher (Ed.), The New Schaff-Herzog Twentieth Century Encyclopedia of Religious Knowledge. Grand Rapids: Baker. ISBN 99914-2-980-8.
- (EN) Vos, Geerhardus (2001). "The Doctrine of the Covenant in Reformed Theology." In R. B. Gaffin, Jr. (Ed.), Redemptive History and Biblical Interpretation: The Shorter Writings of Geerhardus Vos. Phillipsburg: Presbyterian & Reformed. ISBN 0-87552-513-X
- (EN) Witsius, Hermann (Reprint 1990).  The Economy of the Covenants Between God and Man, 2 vols. Phillipsburg: Presbyterian & Reformed. ISBN 0-87552-870-8.
- (EN) Malone, Fred (2003). The baptism of disciples alone: A covenantal argument for credobaptism versus paedobaptism. Founders Press. ISBN 0-9713361-3-X

### Critici
- Showers, Renald (1990). There Really Is a Difference: A Comparison of Covenant and Dispensational Theology. Friends of Israel Gospel Ministry. ISBN 0-915540-50-9